# 小行星7839
小行星7839（英語：7839）是一颗围绕太阳公转的小行星。1994年7月3日，罗伯特·H·麦克诺特在赛丁泉山发现了此天体。
这颗小行星的绝对星等为228.0090422876066等。